# Inhambanella
Inhambanella es un género con dos especies de plantas de la familia de las sapotáceas. Comprende 3 especies descritas y de estas, solo 2 aceptadas.

## Taxonomía
El género fue descrito por Marcel Marie Maurice Dubard y publicado en Annales du Musée Colonial de Marseille, sér. 3, 3: 43. 1915.

## Especies aceptadas
A continuación se brinda un listado de las especies del género Inhambanella aceptadas hasta septiembre de 2014, ordenadas alfabéticamente. Para cada una se indica el nombre binomial seguido del autor, abreviado según las convenciones y usos.	
- Inhambanella henriquezii
- Inhambanella natalensis